# Международная система единиц
Междунаро́дная систе́ма едини́ц, СИ (фр. Système international d’unités, SI) — система единиц физических величин, современный вариант метрической системы. СИ является наиболее широко используемой системой измерения в мире — как в повседневной жизни, так и в науке и технике. В настоящее время СИ принята в качестве основной системы единиц большинством стран мира и почти всегда используется в области техники, даже в тех странах, в которых в повседневной жизни используются традиционные единицы. В этих немногих странах (например, в США) определения традиционных единиц были изменены таким образом, чтобы связать их фиксированными коэффициентами с соответствующими единицами СИ.
Полное официальное описание СИ вместе с её толкованием содержится в действующей редакции Брошюры СИ (фр. Brochure SI, англ. The SI Brochure), опубликованной Международным бюро мер и весов (МБМВ) и представленной на сайте МБМВ. Брошюра СИ издаётся с 1970 года, с 1985 года выходит на французском и английском языках, переведена также на ряд других языков, однако официальным считается текст только на французском языке.

## Общие сведения
Строгое определение СИ формулируется таким образом:

Международная система единиц (СИ) — система единиц, основанная на Международной системе величин, вместе с наименованиями и обозначениями, а также набором приставок и их наименованиями и обозначениями вместе с правилами их применения, принятая Генеральной конференцией по мерам и весам (CGPM).
— Международный словарь по метрологии
СИ была принята XI Генеральной конференцией по мерам и весам (ГКМВ) в 1960 году, некоторые последующие конференции внесли в СИ ряд изменений.
СИ определяет семь основных единиц физических величин и производные единицы (сокращённо — единицы СИ или единицы), а также набор приставок. СИ также устанавливает стандартные сокращённые обозначения единиц и правила записи производных единиц.
Основные единицы: килограмм, метр, секунда, ампер, кельвин, моль и кандела. В рамках СИ считается, что эти единицы имеют независимую размерность, то есть ни одна из основных единиц не может быть получена из других.
Производные единицы получаются из основных с помощью алгебраических действий, таких как умножение и деление. Некоторым из производных единиц в СИ присвоены собственные наименования, например единице радиан.
Приставки можно использовать перед наименованиями единиц. Они означают, что единицу нужно умножить или разделить на определённое целое число, степень числа 10. Например, приставка «кило» означает умножение на 1000 (километр = 1000 метров). Приставки СИ называют также десятичными приставками.

### Наименования и обозначения единиц
Согласно международным документам (Брошюра СИ, ISO 80000, Международный метрологический словарь), единицы СИ имеют наименования и обозначения. Наименования единиц могут записываться и произноситься по-разному на разных языках, например: фр. kilogramme, англ. kilogram, порт. quilograma, валл. cilogram, болг. килограм, греч. χιλιόγραμμο, кит. 千克, яп. キログラム. В таблице даны французские и английские наименования, указанные в международных документах. Обозначения единиц, согласно Брошюре СИ, являются не сокращениями, а математическими объектами (фр. entités mathématiques, англ. mathematical entities). Они входят в международную научную символику ISO 80000 и от языка не зависят, например kg. В международных обозначениях единиц используются буквы латинского алфавита, в отдельных случаях греческие буквы или специальные символы.
Однако на постсоветском пространстве (СНГ, СНГ-2, Грузия) и в Монголии, где принят алфавит на основе кириллицы, наряду с международными обозначениями (а фактически — вместо них) используются обозначения, основанные на национальных наименованиях: «килограмм» — кг, арм. կիլոգրամ -կգ, груз.  კილოგრამი — კგ, азерб. kiloqram — kq. С 1978 года русские обозначения единиц подчиняются тем же правилам написания, что и международные (см. ниже). В России действует ГОСТ 8.417—2002, предписывающий обязательное использование единиц СИ. В нём перечислены единицы физических величин, разрешённые к применению, приведены их международные и русские обозначения и установлены правила их использования.
По этим правилам, при договорно-правовых отношениях в области сотрудничества с зарубежными странами, а также в поставляемых за границу вместе с экспортной продукцией технических и других документах, разрешается применять только международные обозначения единиц. Применение международных обозначений обязательно также на шкалах и табличках измерительных приборов. В остальных случаях, например, во внутренних документах и обычных публикациях, можно использовать либо международные, либо русские обозначения. Не допускается одновременно применять международные и русские обозначения, за исключением публикаций по единицам величин.
Наименования единиц подчиняются грамматическим нормам того языка, в котором используются: один моль, два моля, пять молей; рум. cinci kilograme, treizeci de kilograme. Обозначения единиц не изменяются: 1 mol, 2 mol, 5 mol; 1 моль, 2 моль, 5 моль; 5 kg, 30 kg. Грамматической особенностью ряда наименований единиц в русском языке является счётная форма: пятьдесят вольт, сто ватт.

## История
СИ является развитием метрической системы мер, которая была создана французскими учёными и впервые широко внедрена после Великой французской революции. До введения метрической системы единицы выбирались независимо друг от друга, поэтому пересчёт из одной единицы в другую был сложным. К тому же в разных местах применялись разные единицы, иногда с одинаковыми названиями. Метрическая система должна была стать удобной и единой системой мер и весов.
В начале 1790-х годов во Франции были изготовлены временные эталоны метра и килограмма. Копии эталонов были отправлены, в частности, в США, но корабль с копиями был захвачен британскими каперами, так что они не дошли до Америки; возможно, это сыграло роль в том обстоятельстве, что СИ плохо приживается в США тогда и до сих пор.
В 1799 году во Франции были изготовлены два эталона — для единицы длины (метр) и для единицы массы (килограмм).
В 1832 году немецкий математик Карл Гаусс разработал научные основы построения систем единиц и создал новую систему. В качестве основных физических величин он принял длину, массу и время, а в качестве основных единиц — миллиметр, миллиграмм и секунду. Впоследствии эта система послужила базой для разработки системы СГС.
В 1874 году британскими физиками Джеймсом Максвеллом и Уильямом Томпсоном была представлена система СГС, основанная на трёх единицах — сантиметр, грамм и секунда — и десятичных приставках от микро до мега.
В 1875 году представителями семнадцати государств (Россия, Германия, США, Франция, Италия и др.) была подписана Метрическая конвенция, в соответствии с которой были созданы Международный комитет мер и весов (фр. Comité International des Poids et Mesures, CIPM) и Международное бюро мер и весов (фр. Bureau International des Poids et Mesures, BIPM), а также предусмотрен регулярный созыв Генеральных конференций по мерам и весам (ГКМВ) (фр.  Conférence Générale des Poids et Mesures, CGPM). Были начаты работы по разработке международных эталонов метра и килограмма.
В 1889 году ГКМВ приняла систему единиц МКС, сходную с СГС, но основанную на метре, килограмме и секунде, так как эти единицы были признаны более удобными для практического использования.
В последующем были введены основные единицы для физических величин в области электричества и оптики.
В 1948 году Международный союз теоретической и прикладной физики и французское правительство обратились к IX ГКМВ со своими предложениями о международной унификации единиц. Приняв во внимание эти обращения, ГКМВ поручила Международному комитету мер и весов выработать рекомендации по созданию единой практической системы единиц измерения, пригодной для принятия всеми государствами участниками Метрической конвенции. В развитие данного решения X ГКМВ в 1954 году приняла в качестве основных единиц вновь разрабатываемой системы следующие шесть единиц: метр, килограмм, секунда, ампер, градус Кельвина, кандела.
В 1956 году Международный комитет мер и весов рекомендовал, чтобы системе единиц, базирующейся на основных единицах, принятых X ГКМВ, было присвоено наименование «Système International d’Unités».
В 1960 году XI ГКМВ приняла стандарт, который впервые получил название «Международная система единиц», и установила международное сокращённое наименование этой системы «SI». Основными единицами в ней стали метр, килограмм, секунда, ампер, градус Кельвина и кандела.
С 1 января 1963 года ГОСТом 9867-61 «Международная система единиц» СИ была введена в СССР в качестве предпочтительной во всех областях науки, техники и народного хозяйства, а также при преподавании.
XIII ГКМВ (1967—1968) приняла новое определение единицы термодинамической температуры, присвоила ей имя «кельвин» и обозначение «К» (ранее единица называлась «градус Кельвина», а её обозначением был «°K»).
XIII ГКМВ (1967—1968) приняла новое определение секунды.
В 1971 году XIV ГКМВ внесла изменения в СИ, добавив, в частности, в число основных единиц единицу количества вещества (моль).
В 1979 году XVI ГКМВ приняла новое определение канделы.
В 1983 году XVII ГКМВ дала новое определение метра.
В мае 2019 года вступили в действие новые определения основных единиц СИ, окончательно удаляющие материальные предметы из определений.

## Единицы СИ
Наименования единиц СИ пишутся со строчной буквы, после обозначений единиц СИ точка не ставится, в отличие от обычных сокращений.

### Основные единицы
| Величина                      | Величина           | Единица      | Единица                | Единица     | Единица       | Единица |
| Наименование                  | Символ размерности | Наименование | Наименование           | Обозначение | Обозначение   |         |
| Наименование                  | Символ размерности | русское      | французское/английское | русское     | международное |         |
| ----------------------------- | ------------------ | ------------ | ---------------------- | ----------- | ------------- | ------- |
| Длина                         | L                  | метр         | mètre/metre            | м           | m             |         |
| Масса                         | M                  | килограмм    | kilogramme/kilogram    | кг          | kg            |         |
| Время                         | T                  | секунда      | seconde/second         | с           | s             |         |
| Сила электрического тока      | I                  | ампер        | ampère/ampere          | А           | A             |         |
| Термодинамическая температура | Θ                  | кельвин      | kelvin                 | К           | K             |         |
| Количество вещества           | N                  | моль         | mole                   | моль        | mol           |         |
| Сила света                    | J                  | кандела      | candela                | кд          | cd            |         |

### Производные единицы
Производные единицы могут быть выражены через основные с помощью математических операций — умножения и деления. Некоторым из производных единиц для удобства присвоены собственные наименования, такие единицы тоже можно использовать в математических выражениях для образования других производных единиц.
Математическое выражение для производной единицы измерения вытекает из физического закона, с помощью которого эта единица измерения определяется, или из определения физической величины, для которой она вводится. Например, скорость — это расстояние, которое тело проходит в единицу времени; соответственно, единица измерения скорости — м/с (метр в секунду).
Часто одна и та же единица может быть записана по-разному, с помощью разного набора основных и производных единиц (см. последний столбец таблицы). Однако на практике используются установленные (или просто общепринятые) выражения, которые наилучшим образом отражают физический смысл величины. Например, для записи значения момента силы следует использовать Н·м, и не следует использовать м·Н или Дж.
Наименование некоторых производных единиц, имеющих одинаковое выражение через основные единицы, может быть разным. Например, единица измерения «секунда в минус первой степени» (1/с) называется герц (Гц), когда она используется для измерения частоты, и называется беккерель (Бк), когда она используется для измерения активности радионуклидов.
| Величина                                         | Единица              | Единица                             | Обозначение | Обозначение   | Выражение через основные единицы |
| Величина                                         | русское наименование | французское/английское наименование | русское     | международное | Выражение через основные единицы |
| ------------------------------------------------ | -------------------- | ----------------------------------- | ----------- | ------------- | -------------------------------- |
| Плоский угол                                     | радиан               | radian                              | рад         | rad           | м·м−1 = 1                        |
| Телесный угол                                    | стерадиан            | steradian                           | ср          | sr            | м2·м−2 = 1                       |
| Температура Цельсия                              | градус Цельсия       | degré Celsius/degree Celsius        | °C          | °C            | К                                |
| Частота                                          | герц                 | hertz                               | Гц          | Hz            | с−1                              |
| Сила                                             | ньютон               | newton                              | Н           | N             | кг·м·c−2                         |
| Энергия, механическая работа, количество теплоты | джоуль               | joule                               | Дж          | J             | Н·м = кг·м2·c−2                  |
| Мощность, поток излучения                        | ватт                 | watt                                | Вт          | W             | Дж/с = кг·м2·c−3                 |
| Давление, механическое напряжение                | паскаль              | pascal                              | Па          | Pa            | Н/м2 = кг·м−1·с−2                |
| Световой поток                                   | люмен                | lumen                               | лм          | lm            | кд·ср                            |
| Освещённость                                     | люкс                 | lux                                 | лк          | lx            | лм/м² = кд·ср/м²                 |
| Электрический заряд                              | кулон                | coulomb                             | Кл          | C             | А·с                              |
| Разность потенциалов                             | вольт                | volt                                | В           | V             | Дж/Кл = кг·м2·с−3·А−1            |
| Сопротивление                                    | ом                   | ohm                                 | Ом          | Ω             | В/А = кг·м2·с−3·А−2              |
| Электроёмкость                                   | фарад                | farad                               | Ф           | F             | Кл/В = с4·А2·кг−1·м−2            |
| Магнитный поток                                  | вебер                | weber                               | Вб          | Wb            | кг·м2·с−2·А−1                    |
| Магнитная индукция                               | тесла                | tesla                               | Тл          | T             | Вб/м2 = кг·с−2·А−1               |
| Индуктивность                                    | генри                | henry                               | Гн          | H             | кг·м2·с−2·А−2                    |
| Электрическая проводимость                       | сименс               | siemens                             | См          | S             | Ом−1 = с3·А2·кг−1·м−2            |
| Активность радиоактивного источника              | беккерель            | becquerel                           | Бк          | Bq            | с−1                              |
| Поглощённая доза ионизирующего излучения, керма  | грей                 | gray                                | Гр          | Gy            | Дж/кг = м²/c²                    |
| Эквивалент дозы ионизирующего излучения          | зиверт               | sievert                             | Зв          | Sv            | Дж/кг = м²/c²                    |
| Активность катализатора                          | катал                | katal                               | кат         | kat           | моль/с                           |

### Изменение определений основных единиц
На XXIV ГКМВ 17—21 октября 2011 года была единогласно принята резолюция, в которой, в частности, предложено в будущей ревизии Международной системы единиц переопределить четыре основные единицы СИ: килограмм, ампер, кельвин и моль. Предполагается, что новые определения будут базироваться на фиксированных численных значениях постоянной Планка, элементарного электрического заряда, постоянной Больцмана и постоянной Авогадро, соответственно. Всем этим величинам будут приписаны точные значения, основанные на наиболее достоверных результатах измерений, рекомендованных Комитетом по данным для науки и техники (CODATA). Под фиксированием (или фиксацией) подразумевается «принятие некоторого точного численного значения величины по определению». В резолюции сформулированы следующие положения, касающихся этих единиц:
- Килограмм останется единицей массы, но его величина будет устанавливаться фиксацией численного значения постоянной Планка в единице СИ м2·кг·с−1, что эквивалентно Дж·с.
- Ампер останется единицей силы электрического тока, но его величина будет устанавливаться фиксацией численного значения элементарного электрического заряда в единице СИ с·А, что эквивалентно Кл.
- Кельвин останется единицей термодинамической температуры, но его величина будет устанавливаться фиксацией численного значения постоянной Больцмана в единице СИ м−2·кг·с−2·К−1, что эквивалентно Дж·К−1.
- Моль останется единицей количества вещества, но его величина будет устанавливаться фиксацией численного значения постоянной Авогадро в единице СИ моль−1.

Точные значения упомянутых постоянных, принятые позднее в окончательном варианте новой системы, приведены ниже.
Таким образом, в новом варианте системы СИ отсутствуют конкретные материальные эталоны единиц.
Резолюция не предполагает изменять существа определений метра, секунды и канделы, однако для поддержания единства стиля, планируется принять новые, полностью эквивалентные существующим, определения в следующем виде:
- Метр, обозначение м, является единицей длины; его величина устанавливается фиксацией численного значения скорости света в вакууме равным в точности 299 792 458, когда она выражена единицей СИ м·с−1.
- Секунда, обозначение с, является единицей времени; её величина устанавливается фиксацией численного значения частоты сверхтонкого расщепления основного состояния атома цезия-133 при температуре 0 К равным в точности 9 192 631 770, когда она выражена единицей СИ с−1, что эквивалентно Гц.
- Кандела, обозначение кд, является единицей силы света в заданном направлении; её величина устанавливается фиксацией численного значения световой эффективности монохроматического излучения частотой 540·1012 Гц равным в точности 683, когда она выражена единицей СИ м−2·кг−1·с3·кд·ср или кд·ср·Вт−1, что эквивалентно лм·Вт−1.

XXV ГКМВ, состоявшаяся в 2014 году, приняла решение продолжить работу по подготовке новой ревизии СИ и наметила закончить эту работу к 2018 году с тем, чтобы заменить существующую СИ обновлённым вариантом на XXVI ГКМВ в том же году.
В январе 2018 года были опубликованы значения h, e, k и NA, рекомендованные CODATA для использования в качестве точных значений в будущем обновлённом варианте СИ. Поскольку значения получены в результате точнейших измерений постоянных, выраженных в старых единицах, то при смене определений единиц численные значения всех измерений, выполненных ранее и выраженных в старых единицах, не должны измениться. Позднее Международный комитет мер и весов включил эти значения в проект резолюции XXVI ГКМВ, прошедшей 13—16 ноября 2018 года.
В результате реализации намерений, сформулированных в резолюции, СИ в своём новом виде стала системой единиц, в которой:
- частота сверхтонкого расщепления основного состояния атома цезия-133 в точности равна 9 192 631 770 Гц[К 5];
- скорость света в вакууме c в точности равна 299 792 458 м/с[К 5];
- постоянная Планка h в точности равна 6,626 070 15⋅10−34 Дж·с;
- элементарный электрический заряд e в точности равен 1,602 176 634⋅10−19 Кл;
- постоянная Больцмана k в точности равна 1,380 649⋅10−23 Дж/К;
- число Авогадро NA в точности равно 6,022 140 76⋅1023 моль−1;
- световая эффективность kcd монохроматического излучения частотой 540⋅1012 Гц в точности равна 683 лм/Вт[К 5].

Резолюция с проектом реформы была принята, новая СИ вступила в действие 20 мая 2019 года.

## Единицы, не входящие в СИ
Некоторые единицы, не входящие в СИ, по решению ГКМВ «допускаются для использования совместно с СИ».
| Единица                        | Французское/английское наименование                                      | Обозначение | Обозначение   | Величина в единицах СИ         |
| Единица                        | Французское/английское наименование                                      | русское     | международное | Величина в единицах СИ         |
| ------------------------------ | ------------------------------------------------------------------------ | ----------- | ------------- | ------------------------------ |
| минута                         | minute                                                                   | мин         | min           | 60 с                           |
| час                            | heure/hour                                                               | ч           | h             | 60 мин = 3600 с                |
| сутки                          | jour/day                                                                 | сут         | d             | 24 ч = 86 400 с                |
| угловой градус                 | degré/degree                                                             | °           | °             | (π/180) рад                    |
| угловая минута                 | minute                                                                   | ′           | ′             | (1/60)° = (π/10 800) рад       |
| угловая секунда                | seconde/second                                                           | ″           | ″             | (1/60)′ = (π/648 000) рад      |
| литр                           | litre                                                                    | л           | l, L          | 0,001 м³                       |
| тонна                          | tonne                                                                    | т           | t             | 1000 кг                        |
| непер                          | néper/neper                                                              | Нп          | Np            | безразмерна                    |
| бел                            | bel                                                                      | Б           | B             | безразмерна                    |
| электронвольт                  | électronvolt/electronvolt                                                | эВ          | eV            | 1,602 176 634⋅10−19 Дж (точно) |
| атомная единица массы, дальтон | unité de masse atomique unifiée, dalton/unified atomic mass unit, dalton | а. е. м.    | u, Da         | ≈1,660 539 0⋅10−27 кг          |
| астрономическая единица        | unité astronomique/astronomical unit                                     | а. е.       | au            | 149 597 870 700 м (точно)      |
| гектар                         | hectare                                                                  | га          | ha            | 10000 м²                       |

Гал не входит в число единиц, допускающихся для использования совместно с СИ, однако он выделен отдельно на полях брошюры СИ 2019 года. Дано его определение как действующей единицы в геодезии и геофизике.
Кроме того, Положение о единицах величин, допускаемых к применению в Российской Федерации, разрешает применение следующих внесистемных единиц: ар, узел, морская миля, бар, ангстрем, карат, град (гон), световой год, парсек, фут, дюйм, грамм-сила, килограмм-сила, тонна-сила, килограмм-сила на квадратный сантиметр, миллиметр водяного столба, метр водяного столба, техническая атмосфера, миллиметр ртутного столба, диоптрия, текс, гал, оборот в секунду, оборот в минуту, киловатт-час, вольт-ампер, вар, ампер-час, бит, байт, бит в секунду, байт в секунду, рентген, бэр, рад, рентген в секунду, кюри, стокс, калория (международная), калория термохимическая, калория 15-градусная, калория в секунду, килокалория в час и гигакалория в час.
Положение разрешает применять единицы относительных и логарифмических величин, такие как процент, промилле, миллионная доля, децибел, фон, октава, декада. Допускается также применять единицы времени, получившие широкое распространение, например: неделя, месяц, год, век, тысячелетие.
Также возможно применение и других внесистемных единиц величин. При этом наименования внесистемных единиц величин должны применяться совместно с указанием их соотношений с основными и производными единицами СИ.
Внесистемные единицы величин допускается применять только в случаях, когда количественные значения величин невозможно или нецелесообразно выражать в единицах СИ.
В соответствии с Положением о единицах величин, допускаемых к применению в Российской Федерации, не применяются с кратными и дольными приставками СИ наименования и обозначения внесистемных единиц массы, времени, плоского угла, длины, площади, давления, оптической силы, линейной плотности, скорости, ускорения и частоты вращения.
Некоторые страны не приняли систему СИ, или приняли её лишь частично и продолжают использовать английскую систему мер или сходные единицы.

## Кратные и дольные единицы
Десятичные кратные и дольные единицы образуют с помощью стандартных множителей и приставок, присоединяемых к наименованию или обозначению единицы.

## Правила написания обозначений единиц
- Обозначения единиц печатают прямым шрифтом, точку как знак сокращения после обозначения не ставят.
- Обозначения помещают за числовыми значениями величин через пробел, перенос на другую строку не допускается. Примеры: 10 м/с, 15 °С. Исключения составляют обозначения в виде знака над строкой, перед ними пробел не ставится, например 15°.
- Если числовое значение представляет собой дробь с косой чертой, его заключают в скобки, например (1/60) с−1.
- При указании значений величин с предельными отклонениями их заключают в скобки или проставляют обозначение единицы за числовым значением величины и за её предельным отклонением: (100,0 ± 0,1) кг, 50 г ± 1 г.
- Обозначения единиц, входящие в произведение, отделяют точками на средней линии (Н·м, Па·с), не допускается использовать для этой цели символ «×». В машинописных текстах допускается точку не поднимать или разделять обозначения пробелами, если это не может вызвать недоразумения.
- В качестве знака деления в обозначениях можно использовать горизонтальную черту или косую черту (только одну). При применении косой черты, если в знаменателе стоит произведение единиц, его заключают в скобки. Правильно: Вт/(м·К), неправильно: Вт/м/К, Вт/м·К.
- Допускается применять обозначения единиц в виде произведения обозначений единиц, возведённых в степени (положительные и отрицательные): Вт·м−2·К−1, А·м2. При использовании отрицательных степеней не разрешается использовать горизонтальную или косую черту (знак деления).
- Допускается применять сочетания специальных знаков с буквенными обозначениями, например °/с (градус в секунду).
- Не допускается комбинировать обозначения и полные наименования единиц. Неправильно: км/час, правильно: км/ч.
- Обозначения единиц, произошедшие от фамилий, пишутся с заглавной буквы, в том числе с приставками СИ, например: ампер — А, мегапаскаль — МПа, килоньютон — кН, гигагерц — ГГц.

## Критика СИ
Несмотря на широкое распространение СИ, во многих научных работах по электродинамике используется Гауссова система единиц, что вызывается рядом недостатков СИ, на которые указывают М. А. Леонтович, С. П. Капица, Д. В. Сивухин, Л. Б. Окунь и ряд других физиков. Система единиц СГС и система единиц СИ эквивалентны во многих разделах физики, но если обратиться к электродинамике, то в СИ возникают не имеющие непосредственного физического смысла величины, унаследованные от концепции эфира как материальной среды, — электрическая постоянная и магнитная постоянная (в старой терминологии — электрическая и магнитная проницаемости вакуума). Вследствие этого в системе единиц СИ электрическое поле и электрическая индукция, магнитное поле и магнитная индукция (в сущности — различные компоненты тензора электромагнитного поля) имеют разную размерность. Такую ситуацию Д. В. Сивухин характеризует так:

В этом отношении система СИ не более логична, чем, скажем, система, в которой длина, ширина и высота предмета измеряются не только различными единицами, но и имеют разные размерности.

Отвечая на критику системы СИ в части её применения к электромагнитным явлениям, С. Г. Каршенбойм поясняет, что в критических высказываниях происходит смешение двух различных понятий: система единиц и система физических величин, а также отмечает, что в действительности бо́льшая часть критики относится именно к системе величин. Кроме того, он показывает, что проблема избыточности описания электромагнитных явлений в вакууме возникла не в связи с системой СИ, а в результате исторического процесса — как проблема эфира и нековариантности подхода к описанию. В завершение С. Г. Каршенбойм обосновывает и высказывает убеждённость в том, что системы СИ и СГС в качестве конкурирующих можно рассматривать лишь при фиксированном значении электрической постоянной {\displaystyle \varepsilon _{0}}, а при измеряемой величине {\displaystyle \varepsilon _{0}} выбор в пользу СИ станет безальтернативным. Поясним здесь, что в силу действовавшего на момент публикации указанных аргументов определения единицы ампер электрическая постоянная имела фиксированное точное значение, но в настоящее время, после вступления в силу нового определения ампера, она стала измеряемой величиной и приобрела погрешность, как и магнитная постоянная.
В то же время сам С. Г. Каршенбойм критикует введение в СИ единицы силы света, канделы, полагая её излишней для системы физических величин ввиду того, что в определение канделы входят нефизические факторы, привнесённые из биологии и медицины.

### Комментарии
1. 1 2 3  Данное определение действует поныне.
2. ↑  По историческим причинам, название «килограмм» уже содержит десятичную приставку «кило», поэтому кратные и дольные единицы образуют, присоединяя стандартные приставки СИ к наименованию или обозначению единицы измерения «грамм» (которая в СИ сама является дольной: 1 г = 10−3 кг).
3. 1 2  Первоначально радиан и стерадиан  входили в класс дополнительных единиц системы СИ. Однако в 1995 году XX ГКМВ постановила класс дополнительных единиц из СИ исключить и считать радиан и стерадиан безразмерными производными единицами СИ, имеющими специальные наименования и обозначения[19].
4. ↑  Температура Цельсия (обозначение t) определяется выражением t = T − T0, где T — термодинамическая температура, выражаемая в кельвинах, а T0 = 273,15 К.
5. 1 2 3  Это положение действовало и ранее.